# Jurij Vasiljev
Jurij Borisovitj Vasiljev (russisk: Юрий Борисович Васи́льев) (født 30. november 1954 i Novosibirsk i Sovjetunionen) er en russisk skuespiller og filminstruktør.

## Filmografi i udvalg
- Solovej (da.: Nattergalen, 1979)
- Vozvrasjjenije musjketjorov, ili Sokrovisjja kardinala Mazarini (da.: Musketerernes tilbagevenden eller Kardinal Mazarins skatte, 2007)
- Geroj (da.: Helten, 2016)[1][2] (også som instruktør)